# Temps era temps
Temps era temps (títol original: Once Upon a Time) és una pel·lícula de comèdia fantàstica estatunidenca de 1944 dirigida per Alexander Hall. El protagonista, Cary Grant, interpreta un showman que necessita desesperadament diners per salvar el seu teatre. La pel·lícula es va basar en una obra de ràdio de 1940 anomenada "My Client Curley", adaptada per Norman Corwin d'una història de revista de Lucille Fletcher. Està doblada al català.

## Argument
En Jerry Flynn ha d'aconseguir 100.000 dòlars en una setmana per mantenir el seu teatre. Per casualitat, el jove Arthur "Pinky" Thompson li mostra en "Curly", una eruga que s'aixeca sobre la cua i balla quan en Pinky toca "Yes Sir, That's My Baby " a la seva harmònica. En Pinky es nega a deixar que en Jerry compri el seu amic, així que es converteixen en socis. El nen és un orfe criat per la seva germana corista Jeannie, així que aviat s'aferra molt a en Jerry, igual que la seva germana.
Aviat en Jerry fa publicitat d'en Curly, aconseguint generar sensació a nivell nacional. En Brandt, un periodista que s'ha barallat amb en Jerry, fa venir científics per examinar en Curly. Per a la seva gran decepció, l'eruga resulta ser genuïna. Quan els científics volen quedar-se en Curly per a més investigacions (i posterior dissecció), provoca un enrenou nacional, amb la gent dividida en les seves opinions.
Mentrestant, a esquenes d'en Pinky, en Jerry negocia vendre en Curly a Walt Disney, i finalment aconsegueix el seu preu de 100.000 dòlars. En Jerry ordena al seu assistent, en "Moke", que robi en Curly mentre en Pinky dorm, però el nen es desperta i s'emporta en Curly a casa seva. En Jerry s'enfronta a un Pinky desconsolat i aconsegueix l'insecte, però s'avergonyeix tant de si mateix, que marxa de l'apartament sense en Curly.
Més tard, en Curly desapareix. Mentrestant, sabent que en Jerry i en Pinky es troben a faltar mútuament, en Moke acorda amb els nois dels diferents clubs de fans d'en Curly que han sorgit, per tornar-los a reunir. Després de la seva feliç reconciliació, en Jerry descobreix que en Curly s'ha transformat en una papallona.

## Repartiment
- Cary Grant com Jerry Flynn
- Janet Blair com Jeannie Thompson
- James Gleason com McGillicuddy aka The Moke
- Ted Donaldson com Arthur "Pinky" Thompson
- William Demarest com Brandt

## Producció
Els títols de treball de la pel·lícula va ser Curly, My Friend Curly, My Client Curly i Yes Sir, That's My Baby .